# Ceryx evar
Ceryx evar är en fjärilsart som beskrevs av Arnold Pagenstecher 1886. Ceryx evar ingår i släktet Ceryx och familjen björnspinnare. Inga underarter finns listade i Catalogue of Life.